# Personal tech
Personal Tech' ou Personal Tecnológico é um profissional em tecnologia da informação que auxilia seu cliente a entender o mundo virtual, bem como, a relação entre seu equipamento e a conectividade do mesmo com periféricos, com foco na segurança da utilização inteligente de computadores. Dentre as atividades desempenhadas por este profissional, que não se resume a um "técnico de informática", temos por exemplo, a orientação na instalação de programas em computador; a realização de "back up" de dados  e informações; realizar reparos ou "upgrades", dentre outras abordagens, e tudo isso, para pessoas que são leigas ou não, no assunto.
Este profissional costuma atender pessoas de forma singular e personalizada, atuando de modo similar ao personal trainer.
A profissão ainda é, no entanto, pouco explorada. Em pesquisa de 2016, constatou-se que na Espanha, apenas 5% das pessoas possuíam um personal tech.